# Otto Hönigschmid
Otto Hönigschmid (Hořovice, actual Txèquia, 13 març 1878 - Múnic, Alemanya, 14 octubre 1945) fou un químic austrohongarès d'origen bohemi, que destacà en el camp de la determinació de masses atòmiques.

## Vida
Durant la seva joventut, Hönigschmid visqué en diferents ciutats com a conseqüència dels trasllats laborals del seu pare Johann, funcionari del govern austríac. Finalitzà els seus estudis secundaris a Praga i inicià els estudis de medicina a la seva universitat. Aviat deixà la medicina per estudiar química. El 1901 es graduà sota la tutela de Guido Goldschmiedt, en química orgànica. Completà la seva formació exercint com a assistent de Henri Moissan a la Universitat de París (1904-06). El 1909 anà a la Universitat Harvard per ampliar estudis amb Theodore Richards, referència mundial en el mesurament de masses atòmiques. Entusiasmat amb aquesta àrea d'estudi, gaudí d'una segona llicència per a un any a Cambridge, Massachusetts, on aconseguí els seus primers èxits com a científic atòmic. El 1911 obtingué el lloc de professor de química inorgànica i química analítica a la Universitat de Praga, encara que seguí relacionat amb l'Institut del Radi de Viena. En 1918, acceptà la direcció del departament de química analítica de la Universitat de Múnic.
La fi de la I Guerra Mundial amb la derrota de l'Imperi Alemany suposà la seva exclusió del Consell Internacional de Recerques (Conseil International des Recherches), institució científica internacional fundada en 1919. Aquest fet animà una sèrie de científics que incloïen a Wilhelm Ostwald, Max Bodenstein, Otto Hahn, R. J. Meyer i al mateix Hönigschmid, a fundar una comissió de massa atòmiques, presidida per Ostwald. Després de la jubilació d'Ostwald, Hönigschmid es feu càrrec de la direcció i impulsà la publicació anual dels informes de la comissió. El 1930 s'instituí una nova comissió internacional de masses atòmiques en la qual Alemanya fou acceptada. Allà Hönigschmid col·laborà amb científics com Gregory P. Baxter, Marie Curie, R. J. Meyer i Paul LeBeau.
El 1940, li fou concedida la prestigiosa medalla Liebig. En finalitzar la II Guerra Mundial, la salut de Hönigschmid es veié greument deteriorada. En 1945, després de la destrucció de l'Institut del Radi de Viena i veient-se en una situació desesperada, Hönigschmid i la seva esposa se suïcidaren.

## Treball
A París realitzà recerques sobre la química d'altes temperatures i sobre silicurs, carburs i borurs. Aconseguir la seva habilitació com a professor el 1908 amb un treball sobre carburs i silicurs. El 1911, Hönigschmid posà els seus coneixements en la determinació de masses atòmics al servei del recentment inaugurat Institut del Radi de Viena. Les seves recerques en col·laboració amb aquesta institució demostraren que la massa atòmica del plom variava en funció de l'origen geològic de la mostra. Aquests resultats impulsaren la teoria que proposava l'existència, confirmada posteriorment, dels isòtops. A Múnic instaurà un laboratori de massa atòmiques, i seguí determinant-ne. Al llarg de la seva vida aconseguí determinar la massa atòmica d'uns cinquanta elements químics, incloent les primeres estimacions de la massa atòmica del reni i de l'hafni.